# 傳說法師
《傳說法師》是一款由Contingent99工作室製作與發行的Roguelike動作遊戲，2018年5月15日於PC、Ps4、Xbox 1、Switch上同步發售。玩家扮演一位參與魔法試煉的法師，在層層地牢中探索與戰鬥，施展各種法術突破難關，以完成試煉並獲得「傳說法師」的榮譽。
遊戲支援單機雙人模式，也支援簡體中文字幕。

## 遊戲玩法

《傳說法師》雙人合作模式畫面

《傳說法師》是一款2D像素畫風的動作遊戲，融合地城探險與Roguelike類型要素。本作強調快節奏的魔法戰鬥，玩家可以快速衝刺、閃避、施展各種魔法奧術，遊戲中使用奧術不需要詠唱時間，只要按下指令鍵便能立刻施法，每個奧術在施法後只要等待一段冷卻時間就能再次使用。遊戲中有多達上百種的奧術招式，包含雷電、火焰、冰凍等屬性，不同屬性的法術還能組合出新的招式。這些奧術可用於攻擊或防禦，另外搭配符文可強化自身能力。遊戲地圖為隨機生成的地城，在地城中擊殺小怪、避開陷阱、收集金錢與道具、擊敗地城BOSS前往新的區域。
本作也支援單機雙人模式，玩家可選擇合作闖關或是進行對決。

## 開發
製作組Contingent99是一個來自洛杉磯的兩人工作室，成員Bundy Kim主要負責美術設計、Dahoon Lee負責程式設計與遊戲系統。製作組是格鬥遊戲與快節奏動作遊戲的愛好者，喜愛諸如《雷神之鎚II》、《血源詛咒》、《惡魔獵人系列》、《RO仙境傳說》等作品，此外他們也是古早SFC遊戲的粉絲，在遊戲設計理念上受到諸如《聖劍傳說2》、《超時空之鑰》、《薩爾達傳說》、《洛克人X》等作品的影響。
遊戲最早從2014年便已開始製作，並於2015年11月登上Steam Greenlight平台進行宣傳，2016年6月，製作組在Kickstarter發起募資活動，同時提供一個試玩版讓玩家自由下載。募資活動於同年7月達成目標，最後共募得7萬美金。最初募款時製作組只表示會在Windows、MacOS、Linux平台推出，2017年11月，官方宣布遊戲也將在Playstation4、Xbox One、Switch上推出。2018年4月，官方宣布遊戲確定在5月15日發售。

## 外部連結
- 官方网站（英文）